# Tellesimo
Il Tellesimo è un affluente del fiume Tellaro a carattere torrentizio della Sicilia sud-orientale.
Nasce sui Monti Iblei a 460 m di quota in contrada Bellocozzo tra i territori dei comuni di Modica e Ragusa. Dopo circa 3 Km il Tellesimo riceve le acque del torrente della Cava di Calamenzana ed entra nella Cava dei Servi o Cava del Tellesimo che segna il confine tra la provincia di Ragusa e quella di Siracusa (comune di Rosolini). Il fiume, con la sua azione erosiva, nei secoli ha creato un canyon lungo e stretto che con un andamento tortuoso, e con pareti a strapiombo, ha creato conche e marmitte. A sud della Cava dei Servi il Tellesimo riceve prima le acque del torrente della Cava del Margione, e poi quelle del Vallone della Fera. Il Tellesimo dopo una corsa di circa 14 km diventa tributario del Tellaro che nasce presso Palazzolo Acreide, e a sua volta va a sfociare nel mar Ionio, presso il sito archeologico di Eloro, nell'area comunale di Noto. 
Nelle acque limipide del fiume vive la Trota Macrostigma, che è una specie protetta ed indigena degli Iblei.

## Storia e Futuro
Lungo le pareti della Cava vi sono numerose grotte rupestri dell'età del Bronzo Antico nonché all'età di Pantalica I (XII-XI sec.) ed a pochi chilometri, nella Cava del Prainito, è stato scoperto un insediamento preistorico della "Facies Castellucciana" datato al periodo 1800 - 1400 a.C.
L'assessorato regionale al Territorio e Ambiente della Sicilia, sta portando avanti l'iter per istituire una riserva naturale orientata chiamata Valle del fiume Tellesimo e l'inserimento di quest'area nel Piano regionale dei Parchi e Riserve. La nuova riserva ricadrebbe tra le provincie di Ragusa e Siracusa, nei comuni di Ragusa, Modica e Rosolini per un'area di circa 2.100 ettari. È altamente probabile, ad ogni modo, che il sito andrà a ricadere entro la perimetrazione definitiva del Parco Nazionale degli Iblei, tuttora in corso di definizione.